# Herbert Plumer, 1. Viscount Plumer

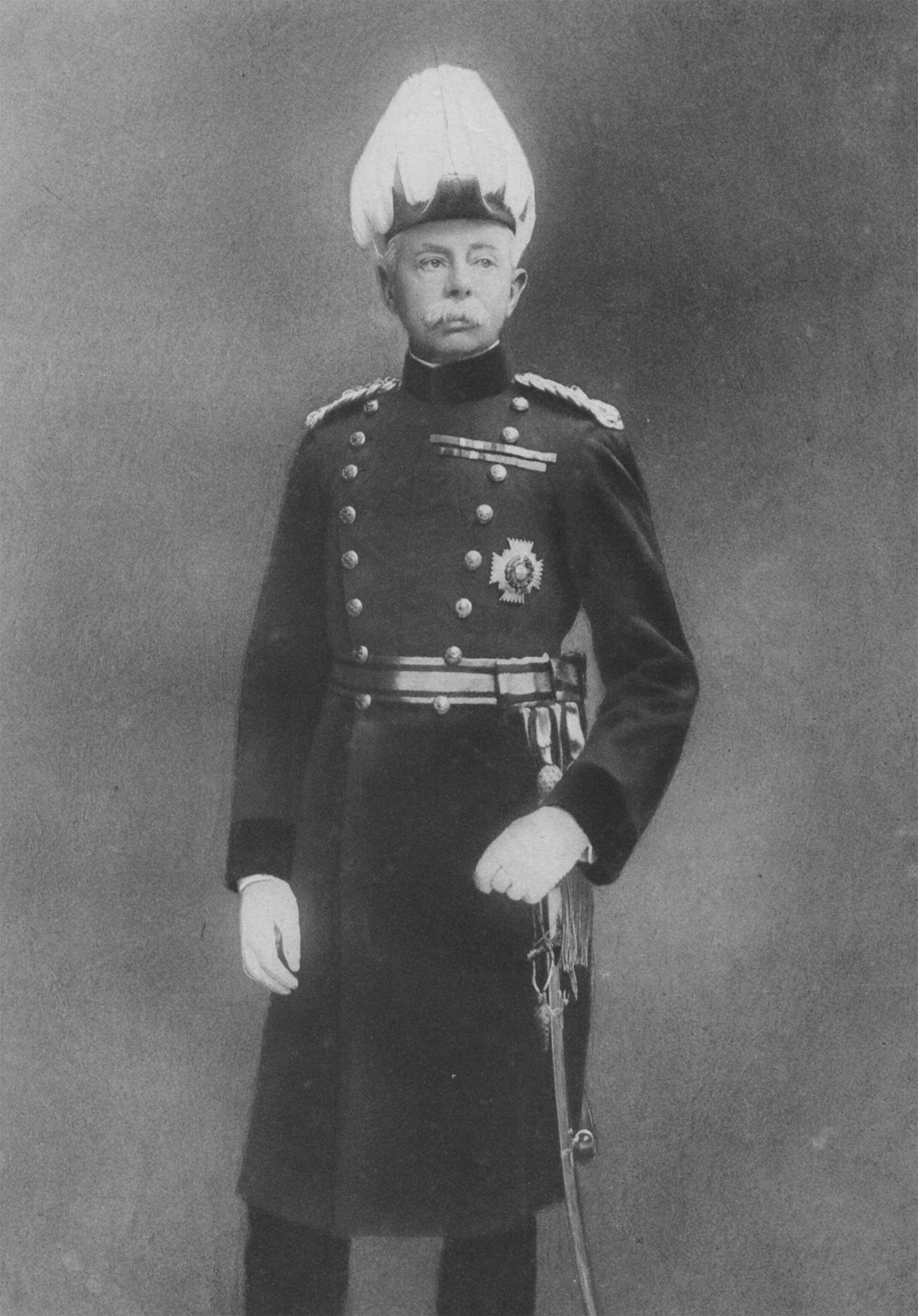
Herbert Charles Onslow Plumer, 1. Viscount Plumer

Herbert Charles Onslow Plumer, 1. Viscount Plumer GCB, GCMG, GCVO, GBE (* 13. März 1857 in Kensington, London; † 16. Juli 1932 in Knightsbridge, London) war ein britischer Militär und Kolonialbeamter. Bekannt wurde er durch seinen Sieg über die deutsche Armee bei der Schlacht bei Messines 1917.

## Lebenslauf
Plumer wuchs als zweiter Sohn einer Familie aus der Mittelschicht in Yorkshire auf. Seine Ausbildung erhielt er in Eton. Nachdem er die Schule 1876 beendet hatte, ging er zur Armee und wurde Sub-Lieutenant im 65th Regiment of Foot, dem späteren 1st Bataillon des The York and Lancaster Regiments. 1882 wurde er zum Captain befördert. Im März 1884 wurde das Bataillon, welches ursprünglich nach Hause zurückkehren sollte, wegen des Mahdi-Aufstand in den Sudan versetzt, wo die Einheit kurz nach Eintreffen bei den Kämpfen um El-Teb eingesetzt wurde. Später war das Bataillon auch bei den blutigen Kämpfen von Tamai dabei. Nach der Rückkehr des Bataillons nach Großbritannien im April wurde er lobend erwähnt und erhielt den Medjidie-Orden vierter Klasse. Am 22. Juli 1884 heiratete er seine Großcousine Annie Constance Goss, mit der er vier Kinder hatte. Ab 1885 besuchte er für zwei Jahre das Staff College in Camberley, das er als 19. von 26 Offizieren abschloss. Danach kehrte er zu seiner alten Einheit zurück. Im Mai 1890 wechselte er als Deputy Assistant Adjutant General (D.A.A.G.) nach Jersey. Er wurde jedoch nach Ende dieser Versetzung nicht in den Stabsdienst berufen, wie er anfänglich hoffte.

### Zeit in Südafrika

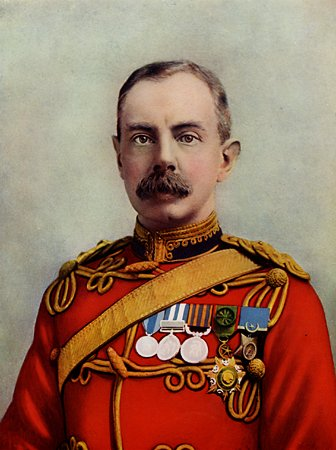
Plumer während des Burenkrieges

Plumer kehrte deshalb im November 1893 zum 2. Bataillon des The York and Lancaster Regiments, dem früheren 84th Regiment of Foot, zurück. Dieses war zu dieser Zeit in Natal im südlichen Afrika stationiert. Nachdem sich während eines zwischenzeitlichen sechsmonatigen Aufenthaltes in England erneut die Aussicht auf eine Stabsposten zerschlug, war er nahe daran, den Militärdienst zu quittieren.
Nach seiner Rückkehr nach Südafrika wurde er Military Secretary beim Armeebefehlshaber Lieutenant-General William Goodenough. Während dieser Zeit beschützte der inzwischen zum Lieutenant-Colonel ernannte Plumer unter anderem mit einer Einheit die weißen Kolonisten vor den Ndebele. Plumer sorgte sich um seine Truppen und führte unter anderem einen Erinnerungsfonds ein. Während dieser Zeit schrieb er die 1897 veröffentlichte Abhandlung „An Irregular Corps in Matabeleland“. Nach einer kurzen Tätigkeit als D.A.A.G. und Instrukteur in Aldershot ab 1898 kehrte er 1899 wieder nach Südafrika zurück und nahm aktiv am Zweiten Burenkrieg teil. So war Plumer maßgeblich am Entsatz von Mafeking beteiligt. Im August 1900 übernahm er den Posten von Robert Baden-Powell, nach dem dieser mit dem Aufbau einer Polizeitruppe beauftragt wurde. Im gleichen Jahr wurde er zum Oberst befördert. Plumer befehligte bis März 1902 eine Einheit, die die Guerillatruppen von Christiaan De Wet verfolgte. Am 12. Mai 1902 wurde Plumer geadelt und erhielt den Bathorden dritter Klasse. Im November des gleichen Jahres wurde er zum Generalmajor befördert und erhielt den Befehl über die in Aldershot stationierte 4. Infanterie-Brigade.
Ende 1903 übernahm er ein Kommando im Colchester District. Bald wechselte er jedoch zum neu geschaffenen Army Council als dritter Militär, zuständig für Transport und Versorgung. Im April 1906 befehligte er kurzzeitig die 5. Division in Curragh in Irland. Da es keine weiteren Aufgaben für ihn gab, wurde er nach diesem Kommando auf halben Sold gesetzt. Im Jahr 1908 erhielt er den Bathorden Zweiter Klasse und wurde zum Generalleutnant befördert.

### Erster Weltkrieg
Feldmarschall John French wollte Plumer mit dem Kommando des II. Korps des britischen Expeditionsarmee beauftragen. Lord Kitchener entschied sich jedoch für Smith-Dorrien.
Plumer kam im Dezember 1914 nach Frankreich. Er erhielt das Kommando über das V. Korps, einer Einheit der 2. Armee unter Smith-Dorrien. Seine Einheit musste in der Zweiten Ypernschlacht die Hauptlast des deutschen Angriffes tragen. Nach der Schlacht wurde Smith-Dorrien durch French des Kommandos enthoben und Plumer erhielt am 6. Mai 1915 den Befehl über die 2. Armee. Mit dem neuen britischen Oberbefehlshaber Douglas Haig, der French im Dezember 1915 ablöste, kam er nicht gut aus, da er diesen früher einmal bei einer Prüfung schlecht bewertet hatte. Plumer verhielt sich jedoch ihm gegenüber stets loyal. Im gleichen Jahr wird er zum General befördert. Im Juni 1917 war er verantwortlich für die Schlacht bei Messines, die für die Briten siegreich war. Hier gelang es ihm, die angestrebten Ziele schneller zu erreichen als geplant. Auch die Verluste waren geringer als erwartet. Vor allem seine „Beißen und Halten“-Taktik war eine der besten Strategien während des gesamten Krieges. Anschließend erhielt er den Auftrag, die alliierte Front nach der desaströs verlaufenen Dritten Flandernschlacht wiederherzustellen, was ihm auch gelang.
Am 9. November 1917 wurde Plumer nach Italien zur 14. Armee versetzt, um die Front der Entente nach der Schlacht von Caporetto zu stabilisieren. Nach der Ernüchterung der dritten Flandernschlacht versuchte Lloyd George, William Robertson als Chef des Imperialen Generalstabes durch Plumer zu ersetzen. Dieser lehnte jedoch ab. Nachdem sein Nachfolger als Befehlshaber der 2. Armee, Rawlinson, als Vertreter des Militärs zu den Verhandlungen in Versailles gesandt wurde, kehrte Plumer am 13. März 1918 wieder an die Front in Flandern zurück. Kurz danach musste die Frühjahrsoffensive der Deutschen pariert werden.

### Nachkriegszeit

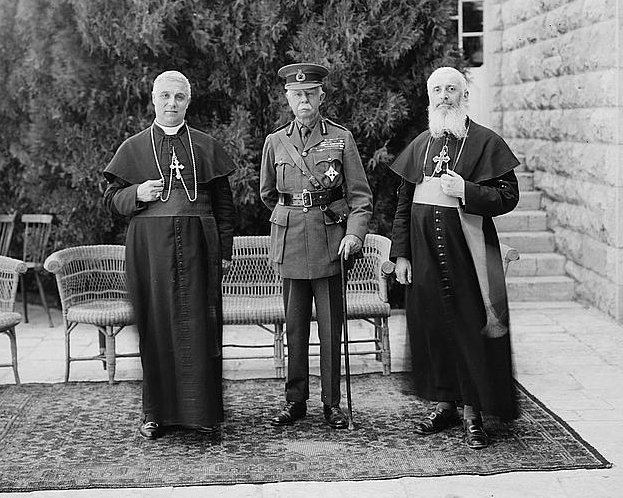
Plumer mit dem Erzbischof von Nablus und dem lateinischen Patriarchen im August 1926

Nach dem Krieg kommandierte Plumer bis April 1919 die Britische Rheinarmee, die das Rheinland besetzte. Am 31. Juli 1919 wurde er zum Feldmarschall befördert. Außerdem erhielt er eine Belohnung von 30.000 £ und wurde am 18. Oktober 1919 mit dem Titel Baron Plumer of Messines and of Bilton in the County of York in den erblichen Adelsstand erhoben. Mit dem Titel war auch sein Sitz im House of Lords verbunden. Auf seine Intervention hin wurden die Maßnahmen im Zusammenhang mit dem Vertrag von Versailles geringfügig gelockert, soweit sie die Ernährungslage betrafen. Nach der Zeit in Deutschland wurde er zum Gouverneur und Oberbefehlshaber in Malta ernannt. Diese Position hatte er bis Mai 1924 inne. Am 25. August 1925 wurde er zum zweiten Hochkommissar von Palästina ernannt. Seine Dienstzeit bis Juli 1928 gilt als die ruhigste Periode während der gesamten britischen Mandatszeit. Während seiner Zeit hielt er sich aus der Politik in Palästina weitgehend heraus. Von seinen Mitarbeitern wurde er bewundert und von den Juden und Arabern als Hochkommissar anerkannt. Plumer sah in der Regierung über Palästina (Government of Palestine) eine reine Verwaltungstätigkeit. Alle seine Maßnahmen sah er unter wirtschaftlichen und praktischen Aspekten. Während seiner Amtszeit wurde die palästinensische Staatsbürgerschaft sowie eine lokale Währung eingeführt. Die Menenpoort in Ypern wurde 1927 durch Plumer enthüllt. Am 24. Juli 1927 legte er (ebenfalls in Ypern) den Grundstein für die 20 Monate später geweihte St. George’s Memorial Church.
Am 3. Juni 1929 wurde ihm der erbliche Adelstitel Viscount Plumer verliehen. Außerdem übernahm er die Präsidentschaft des Marylebone Cricket Club und beteiligte sich aktiv im britischen Oberhaus.
Herbert Plumer starb am 16. Juli 1932 und wurde in Westminster Abbey begraben. Seine Adelstitel erbte sein Sohn Thomas Hall Rokeby Plumer, 2. Viscount Plumer (1890–1944).

## Wertung
Herbert Plumer gilt als einer der erfolgreichsten und am meisten respektierten Generäle des Ersten Weltkrieges. Mit seiner untersetzten Figur, seinem weißen Haar, dem Schnurrbart hatte er ein für einen General völlig untypisches Aussehen. Er war aufgrund seiner gewissenhaften strategischen Planungen, des professionellen Klimas und der Sorge um die untergebenen Truppen sehr beliebt.